# Oswaldo Frossasco
Oswaldo Ramón Frossasco Grosso (* 25. Juni 1952 in Hernando; † 2. April 2022 in Córdoba) war ein argentinischer Radrennfahrer.

## Biografie
Oswaldo Frossasco gewann 1975 die Vuelta a Cordoba. Bei den Olympischen Sommerspielen 1976 in Montreal startete er im Straßenrennen, welches er jedoch nicht beendete. Zudem belegte er mit dem argentinischen Team den 22. Platz im Mannschaftszeitfahren.
Frossasco war vierfacher argentinischer Meister im Straßenrennen (1975, 1977, 1979 und 1980) und wurde 1983 bei der Rutas de América Dritter. 1975 siegte er im Etappenrennen Clásica del Oeste-Doble Bragado.
Nach seiner aktiven Karriere wurde er Präsident der Federación Ciclista Cordobesa und hatte dieses Amt bis zu seinem Tod am 2. April 2022 inne.